# Šingon
Shingon (真言宗 Shingon-shū) je jedna od glavnih škola japanskog budizma i jedna od nekoliko preživelih vađrajana tradicija istočne Azije. Zbog toga se često naziva i japanski ezoterički budizam ili ortodoksni ezoterični budizam.
Začetnik šingon budizma u Japanu je Kukai, poznatiji po posthumnom imenu, Kobo Daiši.

## Naziv
Reč "Šingon" je japanski izgovor Kanji znaka za kinesku reč Zhēnyán (真言), doslovno "Istinite reči", a što je kineski prevod sanskritske reči mantra (मन्त्र).

## Istorija
Ezoterične budističke tradicije su se prvotno proširile iz Indije u Kinu preko putujućih monaha kao što su Vađrabodi i Amogavađra. Kukai je putovao u Kinu 804. godine da bi izučavao i primenjivao tradiciju ezoterizma, a šingon budizam se u Japanu razvio upravo iz saznanja koja je on tada stekao.
Šingon je, tokom perioda Kamakure (1185-1333), doživeo preporod, privlačeći sledbenike iz svih slojeva društva.

## Verovanja
Suštinu šingon budizma čine ezoterični rituali koji ljudima omogućavaju dostizanje probuđenja ili budinstva, unutar ovog tela, tokom sopstvenog smrtnog postojanja. Centralno božanstvo šingona jeste Dainiči (Mahavairočana, Buda velikog Sunca), koji se u tradiciji šingona smatra džarmakajom (Budino telo istine) i suštinom svega.
Kukai je imao shemu od deset stupnjeva duhovnog razvoja, gde je rangirao raznih budističkih škola, hinduizma, konfučijanizma i taoizma, dok je šingon bio na vrhu.

## Literatura
- Enciklopedija živih religija, Nolit, Beograd. 2004.  978-86-19-02360-3..
- Kembridžova ilustrovana istorija religije, Stylos, Novi Sad. 2006.  978-86-7473-281-6..